# Order of New Zealand

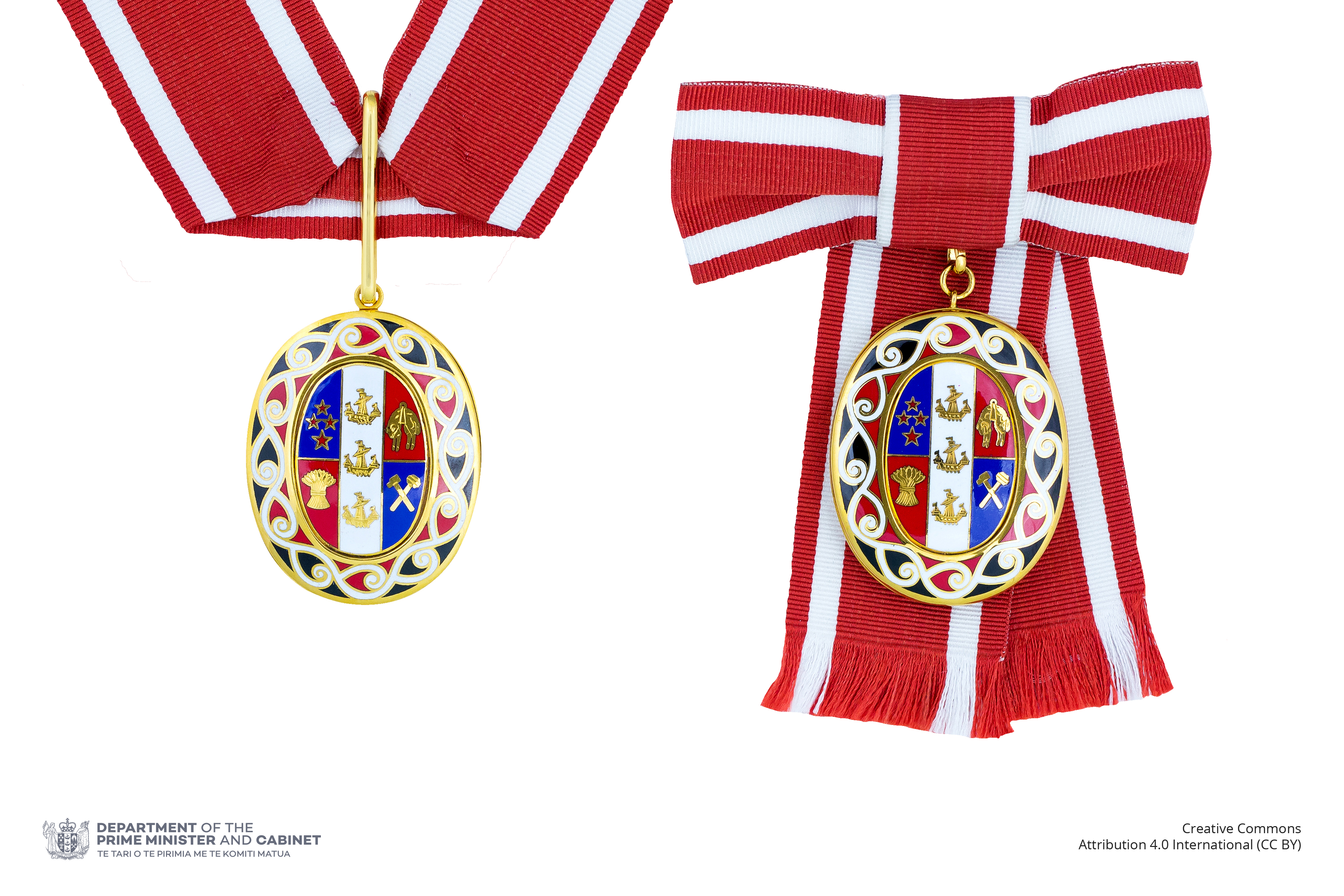
Ordens tecken

Order of New Zealand ("Nya Zeelands orden") är en nyzeeländsk orden som grundades den 6 februari 1987. Utmärkelsen delas ut för förtjänstfulla insatser för Nya Zeelands invånare eller kronan. Mottagarna kan vara både civila och militära. Utmärkelsen är Nya Zeelands högsta.
Antal benämningar har begränsats till endast 20 levande personer. Extrabenämningar kan göras under exceptionella förhållanden. Sådana undantag har gjorts endast fem gånger: 1990 (Waitangifördragets 150-årsjubileum), 2002 (Elizabeth II:s guldjubileum), 2007 (ordens 20-årsjubileum), 2012 (Elizabeth II:s diamantjubileum) och 2022 (Elizabeth II:s platinajubileum).
Orden består av en grad:
- ordens band